# Куртвуд Смит
Куртвуд Ларсон Смит (енгл. Kurtwood Larson Smith; Њу Лисбон, Висконсин; рођен, 3. јула 1943), амерички је филмски, телевизијски и позоришни глумац. Познат је по улози Кларенса Бодикера у Робокап-у (1987) и Реда Формана у серији Веселе седамдесете, као и по многим појављивањима у научнофантастичним филмовима и телевизијским серијама (Тврђава, Звездане стазе VI: Неоткривена земља, Досије Икс). Играо је и у седмој сезони серије 24.